# علم الفلك اليوناني القديم
اهتم الإغريق منذ القرن السادس قبل الميلاد بالفلك واعتبروه علماً نظرياً بعيد عن التجربة بل يعتمد على النظم الهندسية وحساب المثلثات السطحية والكروية، وقد أفاد الإغريق من علوم البابليين وعلوم المصريين في الفلك والرياضيات كثيراً، بل يمكن القول إنهم ورثوا هذا العلوم برمتها، فوضعوا نظرية مركزية الأرض وفسروا بذلك الحركة اليومية للأجرام السماوية كـ الشمس والقمر والكواكب السيارة، كما قاموا بقياس محيط الأرض.

## اوائل الفلاسفة عند الإغريق
ومن اوائل الفلاسفة الأغريق الذين اهتموا بالفلك الفيلسوف اليوناني طاليس الذي عاش بين (640-562 ق.م) والذي يعتبر من القدماء السبعة ومؤسسي علم الطبيعة، وقد نبغ طاليس في علوم متعددة منها الفلك وحركة النجوم والتنبؤ بـ كسوف الشمس.

## المدارس والنظريات
في القرن السادس قبل الميلاد ظهرت المدرسة الفيثاغورية التي أسسها الفيلسوف الرياضي فيثاغورس والذي ولد في جنوب إيطاليا

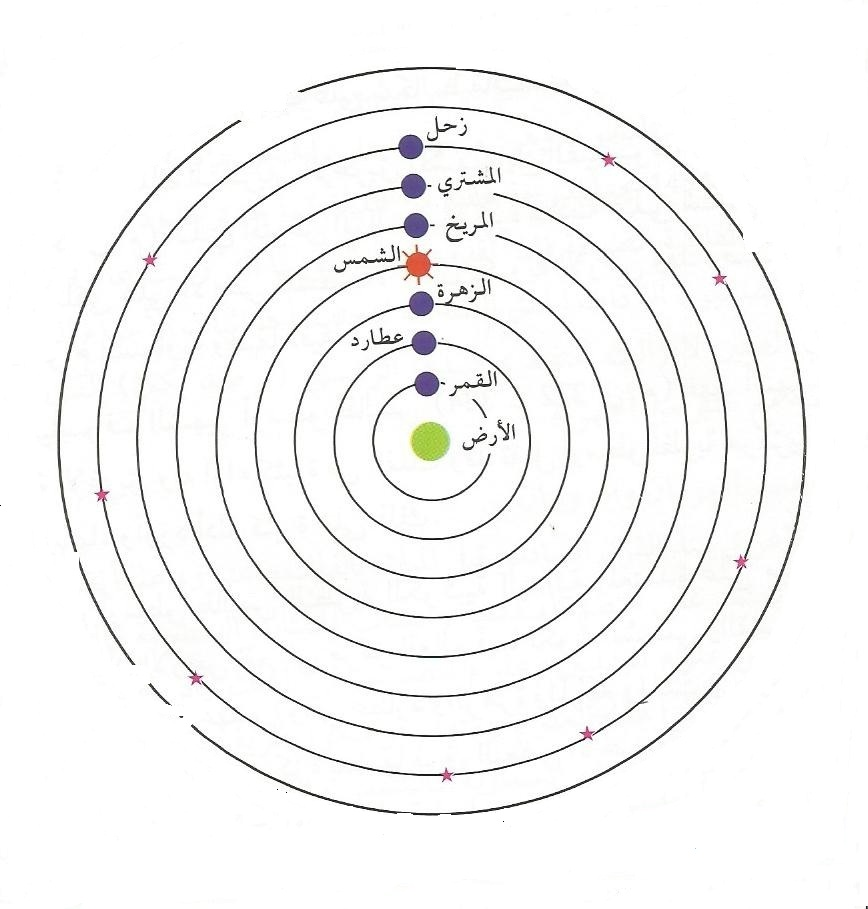

عام 580 ق.م وتوفي عام 500 ق م وكان هذا الرجل كثير الأسفار وتعلم في بابل ومصر واطلع على التراث العلمي للحضارتين البابلية والمصرية وقد وضع فيثاغورس نظرية دقيقة تربط بين الأعداد والحركات الطبيعية وله مساهمات كثيرة في التنجيم وأحكام النجوم كما بًين فيثاغورس أن القمر جسم صلب يشبه الأرض وإليه تنسب نظرية المثلث القائم الزاوية ولكنها بابيلة الاصل كما ثبت ذلك مؤخرا
أما بارمنيدس وهو مؤسس المدرسة الإيلية. فقد افترض ان الأرض كروية أن الكون مرتب على شكل طبقات متحدة المركز حول الأرض.
ومن علماء الفلك النظريين الإغريق المشهورين الفيلسوف أفلاطون (425-317 ق.م) والذي افترض أن السماء كرة مادية على شكل جرس
من كريستال ملقى على الأرض المسطحة، وقال بكروية الأرض وقد وصف أفلاطون حركة الأجرام السماوية وصفا دقيقاً.
اما الفيلسوف الشهير أرسطو طاليس (384-322 ق.م) فهو أشهر العلماء والفلاسفة الأغريق وله آراء كثيرة في الفلك وقد تقبل أرسطو نظرية مركزية الأرض وقال بكرويتها، واورد أدلة كثيرة على ذلك